# Dallenwil
Dallenwil este o comună în partea centrală a Elveției, în Cantonul Nidwald.